# Фарина, Раффаэле
Раффаэле Фарина (итал. Raffaele Farina; род. 24 сентября 1933, Буональберго, королевство Италия) — итальянский куриальный кардинал и ватиканский сановник, салезианец. Библиотекарь и Архивариус Святой Римской Церкви, будучи назначенным папой римским Бенедиктом XVI 25 июня 2007, он формально занял свой пост 1 сентября и занимал его до 9 июня 2012. Кардинал-дьякон с титулярной диаконией Сан-Джованни-делла-Пинья с 24 ноября 2007 по 19 мая 2018. Кардинал-священник с титулярной диаконией pro hac vice Сан-Джованни-делла-Пинья с 19 мая 2018. 

## Ранняя жизнь
Родился Фарина в Буональберго, он сделал свою карьеру как член ордена салезианцев Дона Боско 25 сентября 1954 года, день после его 25 дня рождения. Фарина был рукоположён в сан священника в 1958 году, а позднее назначен секретарем Папского Комитета по историческим наукам (1981), заместитель секретаря Папского Совета по Культуре (1986 год), и Ректор Салезианского Папского Университета (1991 год).

## В Библиотеке Ватикана
Назван префектом Ватиканской Библиотеки папой римским Иоанном Павлом II 25 мая 1997 года, он был вторым высшим должностным лицом в этой куриальной дикастерии, последовательно под руководством кардиналов Луиджи Поджи и Жан-Луи Торана.
15 ноября 2006 года Фарина был назначен титулярным епископом Опитергиума папой римским Бенедиктом XVI. Он был посвящён в сан епископа 16 декабря 2006 года, ординацию провели кардинал Тарчизио Бертоне, салезианец, — государственный секретарь Святого Престола, которому помогали кардинал Джеймс Стэффорд — великий пенитенциарий и кардинал Торан — Библиотекарь Святой Римской Церкви.

## Библиотекарь Святой Римской Церкви
Папа римский Бенедикт позднее назвал епископа Фарину Архивариусом Ватиканского Секретного Архива 25 июня 2007 года, заменяя кардинала Торана, который был назначен Председателем Папского Совета по Межрелигиозному Диалогу. Его титулярная епархия, был поднята pro hac vice к уровню митрополии в это же время. Поскольку пост Архивариуса и Библиотекаря обычно занимает кардинал, наиболее вероятно, что Фарина скоро должен быть возведён в кардиналы на следующей консистории Бенедикта XVI.
Он также заседает в Папской Академии Наук.
17 октября 2007 года папа римский Бенедикт XVI объявил о том, что назначит 23 новых кардинала на консистории от 24 ноября 2007. Среди новых кардиналов и Раффаэле Фарина.
24 ноября 2007 года Раффаэле Фарина был возведен в сан кардинала-дьякона с титулярной диаконией Сан-Джованни-делла-Пинья.
9 июня 2012 года папа Бенедикт XVI принял отставку кардинала Фарины с поста Библиотекаря и Архивариуса Святой Римской Церкви.
Участник Конклава 2013 года.
24 сентября 2013 года кардиналу Фарине исполнилось восемьдесят лет и он потерял право на участие в Конклавах.
19 мая 2018 года, возведён в сан кардинала-священника.

## Награды
- Кавалер Большого креста ордена «За заслуги перед Итальянской Республикой» (Италия, 24 июня 2015 года)[2]